# El orden del caos
El orden del caos es el cuarto álbum de estudio de la banda argentina de post-hardcore Melian, publicado el 4 de agosto de 2018 por Vegan Records.

## Canciones
| N.º | Título                       | Duración |  |
| 1.  | «Principio y final»          | 02:16    |  |
| 2.  | «De mi sangre»               | 03:41    |  |
| 3.  | «Ardiendo»                   | 03:13    |  |
| 4.  | «Razón ≠ instinto»           | 04:07    |  |
| 5.  | «Obsesión»                   | 03:51    |  |
| 6.  | «El último Sueño»            | 04:01    |  |
| 7.  | «Bajo tierra»                | 03:39    |  |
| 8.  | «Un nuevo capítulo»          | 03:57    |  |
| 9.  | «La pesadilla de no existir» | 03:07    |  |
| 10. | «Construir, destruir»        | 03:40    |  |

## Integrantes
- Alejandro Picardi - voz principal
- Hernán Rodríguez - guitarra eléctrica y coros
- Ignacio de Tomasso - bajo
- Andrés Druetta - batería
- Leonel Díaz  - guitarra eléctrica y coros

- Datos: Q60824635